# دهستان خبیسا
دهستان خبیسا (به لاتین: Khebisa Gewog) یک دهستان در کشور بوتان است که در ناحیهٔ داگانا واقع شده‌است.